# 小黒神島
小黒神島(こくろかみじま)は広島県江田島市沖美町是長に位置する無人島。

## 概要
是長地区のか3㎞沖合の場所に浮かぶ。
島内は森林におおわれており、コジイが優占している。
釣りやダイビングのスポットになっている。